# The Rubettes
The Rubettes — британський поп-гурт утворений 1973 року в Лондоні.
До складу гурту ввійшли: Алан Вілльямс (Alan Williams), 22.12.1950, Лондон, Велика Британія — вокал, гітара; Білл Херд (Bill Hurd), 11.08.1946, Лондон, Велика Британія — клавішні, вокал; Тоні Торп (Tony Thorpe), 20.07.1947, Лондон, Велика Британія — гітара; Мік Кларк (Mick Clarke), 10.08.1948, Грімсбі, Велика Британія — бас, вокал та Джон Річардсон (John Richardson), 3.05.1947, Дегенхем, Велика Британія — ударні, вокал.
Ініціатором створення The Rubettes була авторська спілка Вейн Бікертон і Тоні Веддінгтон, яка постачала твори гурту The Pete Best Band. Проте коли The Pete Best Band відмовились від виконання їх композиції «Sugar Baby Love», Бікертон та Веддінгтон для популяризації цього твору зібрали гурт зі студійних музикантів. Пісня поєднувала в собі звучання 1950-х років з модним глем-роком і 1974 року злетіла на вершину британського чарту, хоча в США добралась лише до першої сороковки. Попри те, що вокальну партію у «Sugar Baby Love» характерним фальцетом виконав тимчасово запрошений до співпраці співак Пол «Да Вінчі» Брюер (Paul «Da Vinci» Brewer), The Rubettes продовжили свою діяльність і в наступні три роки, з успіхом записуючись і концертуючи головним чином у Великій Британії та північній Європі. Популярність мали сингли «Tonight», «Juke Box Jive», а також кілька творів авторства Веддінгтона-Бікертона та інших учасників гурту.
1977 року витримана у стилі кантрі пісня «Baby I Know» стала останнім хітом The Rubettes. Далі гурт сконцентрувався на виступах у клубах, а незабаром взагалі розпався.
У першій половині 1980-х років Алан Вілльямс нагадав про себе вокальною партією у творі гурту The Firm «Arthur Daley (E's Alright)», а на початку 1990-x The Rubettes вирішили відновити свою діяльність.

## Дискографія
- 1975: We Can Do It
- 1975: Rubettes
- 1976: Sign Of The Times
- 1976: The Best Of The Rubettes
- 1976: Where It's All
- 1977: Baby I Know
- 1978: Sometime In Old Church
- 1978: Still Unwinding
- 1982: Impact
- 1990: The Best Of The Rubettes
- 1992: Riding On A Rainbow
- 1992: The Singles Collection
- 1992: Still Unwinding Shangri-La
- 1994: 20th Anniversary
- 1995: Making Love In The Rain